# Stazione di Narzole
La stazione di Narzole è stata una stazione ferroviaria posta sulla linea Bra-Ceva. Situata nel territorio comunale di Narzole serviva il vicino centro abitato.

## Storia
La stazione venne inaugurata nel 1874, continuò il suo esercizio fino al 1994, anno in cui l'alluvione devastò la linea, portando alla chiusura della Bra-Ceva, sancendo così la fine definitiva del servizio. Da allora non fu più ripristinata né la stazione né la ferrovia ma, al contrario, negli anni dieci del duemila è stata tolta la linea aerea e sono stati asportati completamente i binari.
Nell'anno 2016 è stato presentato, a Torino, il progetto di mobilità MetroGranda, una linea di metropolitana leggera ideata per collegare i principali centri della provincia di Cuneo sfruttando le vecchie linee Saluzzo-Cuneo, Cuneo-Mondovì, Mondovì-Bastia-Bra, Bra-Cavallermaggiore, Cavallermaggiore-Savigliano e Savigliano-Saluzzo. Il progetto prevederebbe quindi la ricostruzione della linea Bastia-Bra, con conseguente riapertura della stazione stessa. Non sono al momento previsti finanziamenti.

## Strutture e impianti
La stazione era composta da un fabbricato viaggiatori, ora abbandonato, un magazzino merci e da due binari.